# Things to Do in Denver When You're Dead
Things to Do in Denver When You're Dead —titulada Asuntos pendientes antes de morir en Hispanoamérica y Cosas que hacer en Denver cuando estás muerto en España— es una película de crimen de 1995 dirigida por Gary Fleder, escrita por Scott Rosenberg y protagonizada por Andy García, Christopher Lloyd, William Forsythe, Treat Williams, Jack Warden, Fairuza Balk, Gabrielle Anwar, Christopher Walken y Steve Buscemi. Jimmy «el Santo» (García), un gánster retirado que regenta un modesto negocio, es sorprendido por la aparición de un antiguo jefe criminal que le ofrece un último trabajo que no puede rechazar. Cuando el plan sale mal, Jimmy y sus compañeros tendrán que enfrentarse a una muerte inminente.
El título de la película proviene de una canción del músico Warren Zevon, del mismo nombre. El nombre del personaje principal, «Jimmy the Saint» (Jimmy el santo), proviene de la canción «Lost in the Flood» de Bruce Springsteen. El filme se proyectó en el Festival de Cannes 1995 y tuvo un estreno limitado en los cines estadounidenses a finales de ese año y al año siguiente. La cinta no tuvo los resultados esperados en la taquilla y generó una reacción tibia por parte de la crítica cinematográfica, aunque obtuvo una valoración positiva por parte del público.

## Trama
Tratando de ganarse la vida de manera limpia, el exgánster Jimmy «The Saint» Tosnia dirige la empresa Afterlife Advice en Denver, donde personas moribundas graban mensajes en video para sus seres queridos. Su negocio no va bien y su antiguo jefe, un jefe criminal local conocido como «El Hombre del Plan», ha comprado su deuda para obtener un favor que involucra al hijo del jefe, Bernard, quien acaba de ser arrestado por abuso de menores. El Hombre del Plan, que quedó tetrapléjico después de un atentado contra su vida, quiere que Jimmy convenza a la exnovia de Bernard, Meg, de que vuelva con él; El Hombre del Plan cree que esto curará a Bernard de su pedofilia.
Reacio, Jimmy recluta a sus amigos «Easy Wind», «Pieces», «Big Bear Franchise» y el propenso a la violencia «Critical» Bill. El plan consiste en hacer que Pieces y Critical Bill se hagan pasar por policías, interceptar al novio actual de Meg, Bruce, e intimidarlo hasta que acepte romper con Meg. Las cosas salen mal cuando Bruce empieza a sospechar de la identidad de los dos hombres y se burla de ellos, por lo que Critical Bill apuñala a Bruce en la garganta. El incidente despierta a Meg, que estaba durmiendo en la parte trasera de la camioneta de Bruce. La aparición de Meg sobresalta a Pieces, quien accidentalmente la mata de un tiro. El Hombre del Plan está furioso por el resultado fallido del trabajo. Le informa a Jimmy que le permitirá vivir siempre y cuando abandone Denver, pero su equipo ha sido condenado a ser asesinado de una manera espantosa y dolorosa.
Los amigos de Jimmy aceptan su muerte inminente cuando son acosados por un asesino a sueldo, el Sr. Shhh, que nunca falla. Pieces acepta su destino y el Sr. Shhh le da una muerte rápida. Easy Wind se esconde en lo del jefe de una banda criminal llamado Baby Sinister, pero se da por vencido después de que el Sr. Shhh logra entrar y matar a la mayor parte del séquito de Sinister. Debido a que Franchise tiene esposa e hijos, Jimmy le suplica al Hombre del Plan que le perdone la vida. El Hombre del Plan acepta los términos de Jimmy, pero de todos modos lo traiciona al permitir que también maten a Franchise. La traición enfurece a Jimmy, quien también es condenado a muerte.
El Sr. Shhh finalmente ubica a Critical Bill, escondido en su apartamento, pero es emboscado por Bill y los dos terminan matándose entre sí. A raíz de la muerte del Sr. Shhh, el contrato de Jimmy recae en un trío de hermanos mexicanos. En sus últimas horas, Jimmy se despide de una joven de la que se había enamorado, Dagney. Sabiendo que lo más probable es que lo maten, Jimmy asesina a Bernard por toda la miseria que indirectamente provocó en el grupo. También deja embarazada a Lucinda, una prostituta, para cumplir su deseo de convertirse en madre. En un video pregrabado de Afterlife Advice, Jimmy le da consejos de vida a su hijo por nacer. El trío de asesinos alcanza a Jimmy y él toma su muerte con gracia. El Hombre del Plan se ve de luto por la muerte de su hijo. Jimmy y sus amigos se ven juntos tomando bebidas en barco en la otra vida.

## Reparto
- Andy García - Jimmy «The Saint» Tosnia
- Christopher Lloyd - Olden «Pieces» Polymeros
- William Forsythe - Francis «Big Bear Franchise» Chiser
- Bill Nunn - Earl «Easy Wind» Denton
- Treat Williams - «Critical» Bill Dolittle
- Jack Warden - Joe Heff
- Steve Buscemi - Mister Shhh
- Fairuza Balk - Lucinda
- Gabrielle Anwar - Dagney
- Christopher Walken - «El hombre del plan»
- Michael Nicolosi - Bernard
- Bill Cobbs - Malt
- Marshall Bell - Teniente Atwater
- Glenn Plummer - Baby Sinister
- Don Stark - Gus
- Willie Garson - Cuffy
- Jenny McCarthy - Enfermera rubia
- Buddy Guy - House Band
- Don Cheadle - Rooster
- Sarah Trigger - Meg
- Bill Bolender - Padre de Stevie
- Josh Charles - Bruce (no acreditado)

## Producción

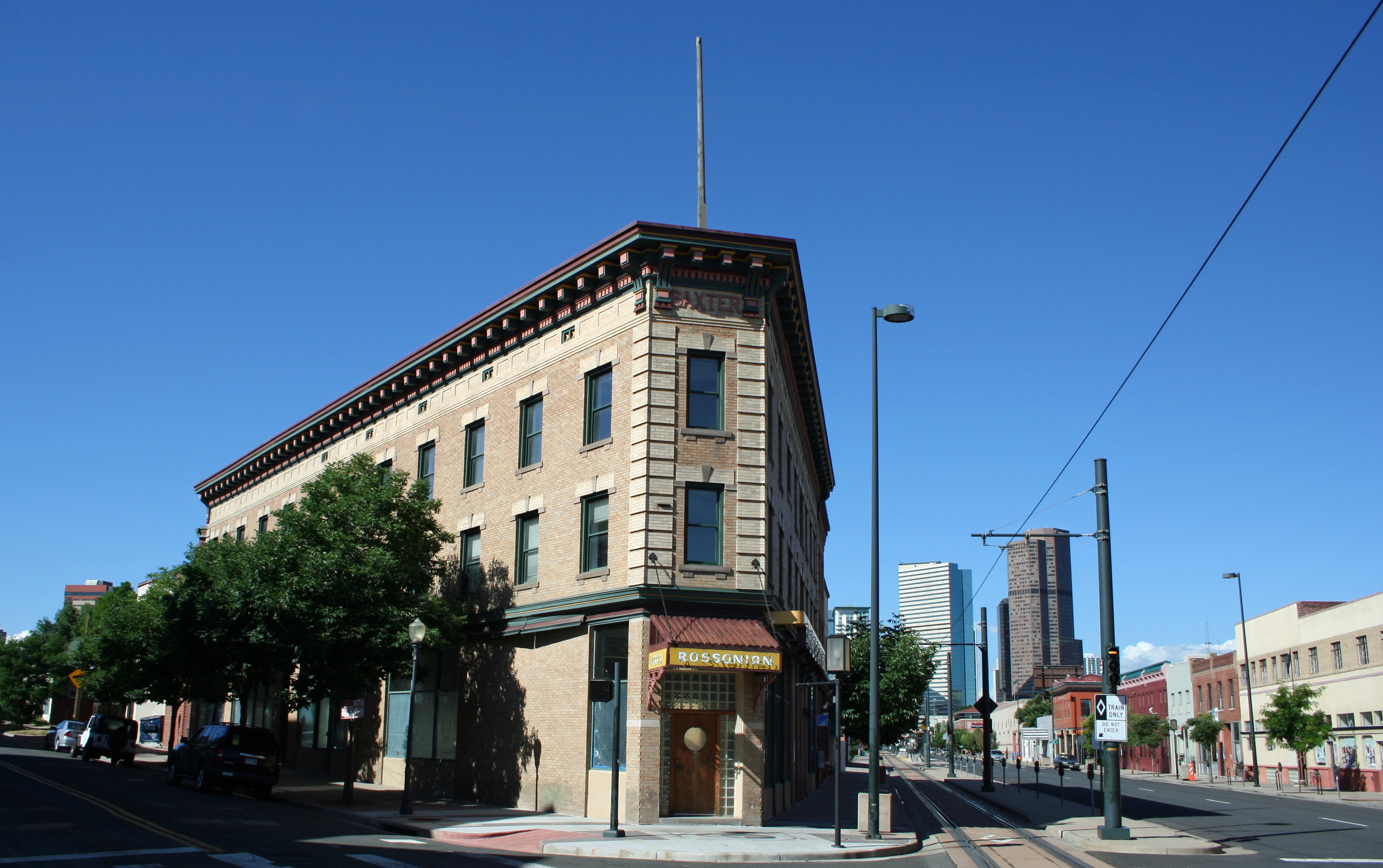
Algunas escenas se filmaron en el histórico Rossonian Hotel de Denver.

Scott Rosenberg escribió el guion a raíz de la muerte de su padre e incluyó un slang propio. La filmación comenzó el 4 de agosto de 1994 y finalizó el 30 de septiembre del mismo año. El rodaje tuvo lugar principalmente en el barrio Five Points de Denver y en algunas escenas se utilizó el histórico Rossonian Hotel.

## Estreno
El filme se proyectó en la sección Un certain regard del Festival de Cannes 1995. En noviembre del mismo año se proyectó en el Festival de Cine de Londres y en diciembre tuvo un estreno limitado en cines de Nueva York y Los Ángeles. A principios de 1996 se proyectó por un breve periodo en los cines estadounidenses y posteriormente se lanzó en video. Su estreno en la taquilla generó 529 766 dólares de recaudación.

## Recepción
El estilo de la película fue comparado con el de Quentin Tarantino, a pesar de que el guion de Scott Rosenberg fue escrito antes de que Reservoir Dogs (1992) fuese estrenada. El periódico The Herald definió la cinta como «elegante, ingeniosa y conmovedora, esta excelente primera película del director Gary Fleder está protagonizada por Andy García como Jimmy el Santo, un amenazador Christopher Walken como el Hombre del Plan». La reseña de la revista TimeOut elogió el guion: «Gran parte de la diversión del elegante y fascinante primer largometraje de Fleder deriva del animado, alfabetizado y atractivo guion de Scott Rosenberg. Los ingeniosos diálogos, su vulgar y profana poesía es aún más deliciosa que los apretados giros de la trama». Además añadió: «[...] mientras que las coloridas caracterizaciones, lo suficientemente sólidas como para haber atraído e inspirado a un elenco maravilloso, simultáneamente juegan irresponsablemente con los convencionalismos de la ficción criminal». Kim Newman, de la revista Empire, también destacó las actuaciones y opinó: «El guionista Scott Rosenberg sigue demasiado de cerca las sencillas instrucciones de Tarantino y el director Gary Fleder claramente disfruta de la comedia cínica más que de las relaciones de búsqueda de significado».
En un reseña positiva, Peter Travers, de la Rolling Stone, la calificó de «hilarante, espeluznante y desesperadamente romántica» y destacó las actuaciones de García y Christopher Walken. Todd McCarthy, de la revista Variety, elogió la cinta, y aunque la comparó con otros «clones de Tarantino», afirmó que su protagonista «noble y de principios» la distingue de las demás, dando gran parte del crédito a García por su «desarmante, enérgica y multifacética actuación». El crítico además destacó la «inventiva constante, el diálogo brillante y original y la vibrante dirección que se puede sentir en las emocionantemente dinámicas actuaciones, así como el enérgico estilo visual». Fernando Morales, del diario El País, definió la cinta como «interesantísima combinación de cine policiaco y comedia negra. Original y con una atractiva galería de curiosos personajes», mientras que Luis Martínez, del mismo medio, opinó: «Una sorpresa mayor; Fleder deslumbra con un thriller fatalista, pausado y salvaje capaz de parir uno de esos personajes difícilmente olvidables: García-El Santo». Carlos E. Rodríguez, de El Tiempo, afirmó que «es una película que asume los códigos de las películas de gángsters. Bares, callejones oscuros, matones inescrupulosos de estricto saco y pulcra corbata, un hombre con el poder suficiente para decidir sobre la vida de todos. Y la violencia como el recurso preferido a la hora de resolver las cosas».
El crítico Roger Ebert calificó el filme con dos estrellas y media sobre cinco y comentó que es «una película que podrías disfrutar si no esperas una obra maestra y te gustan los diálogos de las películas de Quentin Tarantino». Janet Maslin, de The New York Times, escribió que «el Sr. Rosenberg, como el Sr. Fleder, es capaz de ser realmente inteligente sin saber cuándo detenerse» y opinó que el guion estaba «sobreescrito», aunque admitió que «incluso el extenso diálogo del Sr. Rosenberg es sumamente memorable». Maslin valoró positivamente la participación de García, comentando que «ofrece una de sus más elegantes y atractivas actuaciones después de un desastroso papel cómico doble en Steal Big, Steal Little». Sobre la trama, Marjorie Baumgarten, de The Austin Chronicle, dijo: «Las razones que impulsan la ‘acción’ son pervertidas, la forma en que se aborda es retorcida y la forma en que se sale de control es épica. Agrega un par de intereses amorosos innecesarios y algunos temas subyacentes sobre la redención y tendrás una gran mezcolanza. A pesar de su incapacidad para mantener todo unido, la película tiene una cantidad memorable de piruetas de altos vuelos».
La película fue reseñada negativamente por Ken Tucker, de Entertainment Weekly, quien opinó que su «mayor logro es que no tiene ni una sola escena convincente» y criticó las actuaciones, a excepción de la de Fairuza Balk. Michael Sauter, de la misma revista, comentó que «quiere ser tarantinesca de la peor manera, y lo logra exactamente de esa manera» y que «si esperas hasta muy tarde para ponerla en el VCR, te quedarás dormido rápidamente». Para Desson Howe, de The Washington Post, «el guionista Scott Rosenberg crea un grupo de secuaces cuyas bromas de tipos duros y astutos son tan estilizadas que quieres matarlos». El Chicago Reader publicó: «Por desgracia, la mayor parte de la sorpresa y el ingenio que se encuentra aquí termina en el título. [...] Es otro thriller peculiar como The Usual Suspects (aunque un poco mejor) que se filmó debido al éxito de Tarantino».
A raíz de su transmisión en Paramount+, en 2024, Robert Scucci, del sitio Giant Freakin Robot, mencionó que aunque «esta película fue un fracaso comercial y de crítica tras su estreno, al público todavía le encanta por su humor negro y su alocada premisa». El crítico escibió una reseña positiva y afirmó que aunque «no reinventó el género [...] la mayoría de las películas no lo hacen». La reseña concluyó: «Una gran película no necesariamente tiene que reinventar la rueda si la que gira todavía te lleva a un destino deseable».